# Mesure (monnaie complémentaire)
La mesure est une monnaie complémentaire locale en usage à Romans et Bourg-de-Péage, en France. 